# Anguera
Anguera é um município brasileiro do estado da Bahia pertencente à Área de Expansão Metropolitana de Feira de Santana.
Sua população é de 11 456 habitantes, segundo estimativa de 2024 do Instituto Brasileiro de Geografia e Estatística.
O nome do município é da língua tupi, significando "almas". Efetivamente, o antigo nome do município era Almas, sendo o nome atual muito provavelmente uma tentativa de traduzi-lo para o tupi.